# Étienne Burnet
Pour les articles homonymes, voir Burnet.
Étienne Burnet, né le 11 octobre 1873 à Maurupt-le-Montois et mort le 20 décembre 1960 à Tunis, est un médecin, bactériologiste, immunologiste, romancier et critique littéraire français.

## Biographie
Étienne Charles Marie Placide Burnet est le fils de Jean Baptiste Isidore Cyrille, instituteur et de Clémence Eugénie Munier.
En 1890, il enlève le premier prix d'histoire au Concours général.
En 1903, il entre à l’Institut Pasteur de Paris, en tant que préparateur et gravit les échelons. 
Il s'engage dans le conflit de la Première Guerre mondiale, et en 1915, il est affecté au laboratoire bactériologique de la 4e armée. Il officie à Corfou et Salonique ou sévissent des épidémies de dysenterie, choléra et paludisme.
Il épouse Milda Lydie Yostine en avril 1918; François Simiand et Jacques Duclaux sont témoins majeurs de ce mariage.
Il part en Tunisie dès 1919, pour l'Institut Pasteur de Tunis, où il est promu sous-directeur. 
À Tunis, il devient le directeur-adjoint en 1926.
Il retourne en Europe, à Genève, où il est nommé secrétaire de commissions à l'Organisation d'hygiène de la Société des Nations (entre 1928 et 1936).

## Ouvrages
- La Tour blanche, Paris, Ernest Flammarion, 1921
- Loin des icônes, Paris, Ernest Flammarion, 1923
- La Porte du sauveur, Paris, Rieder, 1927 (prix Northcliffe)
- Essences : Paul Valéry et l'unité de l'esprit, Montherlant et les mystères, Proust et le bergsonisme, Editions Seheur, coll. "Masques et Idées", 255 p., 1929
- Don Quichotte, Cervantes et le XVIe siècle. Essai, Tunis, Calypso, 1953

## Distinctions
- Chevalier de la Légion d'honneur (1918)
- Officier de la Légion d'honneur (1928)[4]
- Prix Northcliffe en 1927 pour La Porte du Sauveur